# Simon Jelsma
Simon Petrus Antonius Jelsma (Groningen, 21 augustus 1918 – Amsterdam, 15 november 2011) was een Nederlands pater, journalist en organisator, bekend als (mede-)oprichter van de Pleingroep, de Novib en de Postcodeloterij.

## Katholieke kerk
Simon Jelsma volgde een opleiding op het seminarie van de Missionarissen van het Heilig Hart (MSC) in Tilburg en werd in 1944 tot priester gewijd.
Sinds 1965 begon hij afstand te nemen van de Rooms-Katholieke Kerk.
In 1971 trad hij uit zijn orde MSC en trouwde hij met Troedi Jongenelen.

## Radio en televisie
Jelsma sprak als radiopater voor de KRO. Hij begon zijn 'seculiere' radio-werk, toen hij zich al distantieerde van de RK kerk, bij de documentaire-afdeling van de VARA-radio van Tom Pauka. In 1968 werkte hij kortstondig voor de VPRO.
Daarna werkte hij tot zijn pensioen in 1983 voor de Nederlandse Omroep Stichting.

## Goede doelen
In 1954 hield Jelsma een Pleinrede, op pinksterzaterdag op het Plein in Den Haag.  Hieruit kwam de Pleingroep voort.  Dit wordt genoemd als het begin van de Nederlandse betrokkenheid bij wat toen de derde wereld werd genoemd
. Uit de Pleingroep kwam de Sjaloomgroep voort.
In 1956 richtten Jelsma, dominee Johannes Hugenholtz en Jan Tinbergen de Nederlandse Organisatie voor Internationale Bijstand (Novib) op (later: Nederlandse Organisatie voor Internationale Ontwikkelingssamenwerking), tegenwoordig Oxfam Novib. Jelsma was jarenlang vicevoorzitter en bestuurslid van de Novib.
In 1989 richtten Boudewijn Poelmann, Frank Leeman, Herman de Jong en Simon Jelsma de Nationale Postcode Loterij op om geld binnen te halen voor goede doelen. En hij maakte toen, met zijn collega's, -onverwacht- fortuin.

## Overige
In 1981 werd Simon Jelsma onderscheiden als Officier in de Orde van Oranje-Nassau.

## Simon Jelsma Award
Na het overlijden van Jelsma heeft Oxfam Novib een prijs ingesteld die elke 2 jaar moet worden uitgereikt aan een jonge Nederlander die zich inzet voor een rechtvaardige wereld zonder armoede.  De eerste Simon Jelsma Award werd op 24 mei 2012 uitgereikt aan Erik Bos van de Libre Foundation. 
De tweede Simon Jelsma Award is uitgereikt in 2014 aan Roeland Lelieveld van Africa Wood Grow een innovatief herbebossings-initiatief in de droge tropen. 
- Digitale Bibliotheek voor de Nederlandse Letteren: jels004
- International Standard Name Identifier: 0000 0000 5258 7780
- Library of Congress Control Number: no2002097224
- Nationale Bibliotheek van Letland: 000109362
- Nederlandse Thesaurus van Auteursnamen: 069492344
- Virtual International Authority File: 19354856
- WorldCat: E39PBJkHpcwTVCQ4XHvHVbyTpP